# Passiflora sprucei
Passiflora sprucei je biljka iz porodice Passifloraceae. Raste u Ekvadoru, a vjerojatno i u Peruu. Prema IUCN-ovom crvenom popisu razvrstana je u skupinu kojoj prijeti izumiranje, stupnja ugroženosti LC - najmanji stupanj ugroženosti (IUCN 3.1).